# Stars Die: The Delerium Years 1991-1997
Stars Die: The Delerium Years 1991-1997 è la quinta raccolta del gruppo musicale britannico Porcupine Tree, pubblicata il 25 marzo 2002 dalla Kscope.

## Descrizione
Contiene una selezione dei brani realizzati dal gruppo durante il loro periodo con la Delerium tra il 1991 e il 1997. Il disco presenta anche un libretto di 40 pagine contiene la storia del gruppo fino al concerto di Roma del marzo 1997 immortalato in Coma Divine - Recorded Live in Rome.
Nella riedizione del 2005 della Snapper Music tale libretto viene omesso e presenta nella lista tracce nuove versioni di Up the Downstair e Fadeaway con Gavin Harrison alla batteria, oltre a una nuova versione missata di The Sound of No-One Listening curata da Wilson nel 2001.

## Tracce
Testi e musiche di Steven Wilson, eccetto dove indicato.
CD 1 – 1991-93
1. Radioactive Toy – 10:10
2. Nine Cats – 3:51 (Steven Wilson, Alan Duffy)
3. And the Swallows Dance Above the Sun – 4:02 (Steven Wilson, Alan Duffy)
4. The Nostalgia Factory – 7:33 (Steven Wilson, Alan Duffy)
5. Voyage 34 - Phase One – 12:54 (Steven Wilson, Hugh Banton, David Jackson, Lisa Gerrard, Brendan Perry)
6. Synesthesia (Extended Version) – 7:54
7. Phantoms – 3:14 (Steven Wilson, Alan Duffy)
8. Up the Downstair – 10:09
9. Fadeaway – 6:16 (Steven Wilson, Alan Duffy)
10. Rainy Taxi – 6:52

CD 2 – 1994-97
1. Stars Die – 5:06
2. The Sky Moves Sideways - Phase One – 18:37
3. Men of Wood – 3:35 (Steven Wilson, Alan Duffy)
4. Waiting – 4:29
5. The Sound of No-One Listening – 8:13
6. Colourflow in Mind – 3:49
7. Fuse the Sky – 4:33 (Steven Wilson, Guo Yue, Guo Yi)
8. Signify II – 6:04
9. Every Home Is Wired – 5:13
10. Sever – 5:33
11. Dark Matter – 8:12

## Formazione
Hanno partecipato alle registrazioni, secondo le note di copertina:
Gruppo
- Steven Wilson – voce (CD 1: tracce 1-7, 9 e 10; CD 2: tracce 1-4, 6, 9-11), strumentazione (CD 1: tracce 1-7, 9 e 10; CD 2: traccia 6), chitarra (CD 1: traccia 8; CD 2: tracce 1-5, 7-11), tastiera (CD 1: traccia 8; CD 2: tracce 1-5, 7, 9 e 10), campionatore (CD 1: traccia 8; CD 2: traccia 2), nastri (CD 2: tracce 1, 3, 7, 9 e 10), basso e programmazione (CD 2: traccia 2), mellotron (CD 2: traccia 8), pianoforte (CD 2: traccia 9)
- Richard Barbieri – elettronica (CD 1: traccia 8, CD 2: tracce 3, 7), tastiera (CD 2: tracce 3 e 7), sintetizzatore (CD 2: tracce 4, 5, 8, 9 e 11), Prophet VI System 700 Electronics (CD 2: traccia 10), organo Hammond (CD 2: traccia 11)
- Colin Edwin – basso (CD 2: tracce 1, 3-5, 8-11), contrabbasso (CD 2: traccia 10)
- Chris Maitland – batteria (CD 2: tracce 1, 2, 4, 5, 8-11), percussioni (CD 2: traccia 3), armonie vocali (CD 2: traccia 4), cori (CD 2: traccia 9)

Altri musicisti
- Suzanne Barbieri – voce (CD 1: traccia 8)